# 361P/Spacewatch
Pour les articles homonymes, voir Comète Spacewatch.
361P/Spacewatch est une comète périodique tout d'abord identifiée comme un astéroïde découvert le 19 octobre 2006 par le programme de relevé astronomique Spacewatch et recevant le nom de 2006 UR111.
Un lien est établi avec une comète repérée le 24 septembre 2017 par le programme Pan-STARRS et dénommée 2017 S4. Il s'agit d'un seul et même objet qui reçoit le nom définitif de 361P/Spacewatch.